# Britain Simons
Britain Simons es un actor e influencer estadounidense. Ha conseguido seguidores en varias plataformas de redes sociales, incluida TikTok. Además, es conocido por su aparición en Descendants: School of Secrets de Disney, apareciendo en 7 de 23 episodios y tiene un papel menor en la película original de Lifetime Online Abduction (también conocida como Cyber Case), y por interpretar a Badge Badger en los comerciales de State Farm. Comenzó su carrera profesional haciendo comerciales en 2014 en un spot local para Pappa Rollo's Pizza producido por Time Warner Cable mientras aún asistía a la universidad. Continuó su carrera en Hollywood al protagonizar películas independientes como Surgey, apareció en televisión en Disney Channel, Lifetime e Investigation Discovery, y comerciales para Honda, War Dragons App, Toyota, State Farm y Walmart.
En 2016, Gran Bretaña interpretó el papel principal de Daichi en la versión en inglés estadounidense del largometraje de Tsuburaya Productions Ultraman X The Movie, el largometraje especial del 50 aniversario de la Ultraseries de Ultraman X. En 2020, apareció en el episodio "Sing, Sing, Sing" de la serie Penny Dreadful: City of Angels en Showtime.

## Primeros años y educación
Simons nació en Durango, Colorado, hijo de Kelly (Roelke), fotógrafa, y David Simons, contratista y arquitecto. Tiene una hermana mayor llamada Gentry Simons, que trabaja en marketing independiente. Sus padres se separaron cuando él tenía cuatro años y se mudaron a Montrose, Colorado, donde vivió, hasta que obtuvo su diploma de escuela secundaria y se mudó para ir a la universidad.
Cuando era adolescente, Britain descubrió el teatro comunitario y el equipo de oratoria competitivo mientras se preparaba para una vida como ingeniero. Viajó a la ciudad de Nueva York con los Carnegie Hall Singers, asistió al National Youth Leadership Forum sobre Seguridad Nacional en Washington D. C. y obtuvo su diploma de Montrose High School en 2010. Tomó la decisión con sus padres de dedicarse a la actuación. A partir de ahí, recibió la Beca del Fondo Daniels para asistir a la universidad de su elección. Se graduó con su Licenciatura en Bellas Artes en Estudios Teatrales de la Universidad de Baylor, en Texas. También asistió al Instituto Nacional de Teatro en el Centro de Teatro Eugene O'Neill en Waterford, Connecticut, Nueva York y pasó un corto tiempo en San Petersburgo, Rusia, con la Academia Estatal de Artes Teatrales de San Petersburgo. Después de mudarse a Hollywood, continuó su formación con John Kirby.

## Carrera
Simons ha obtenido más de 100 mil seguidores en TikTok y más de 37 mil en Instagram. Después de completar su educación formal en la Universidad de Baylor, en 2014, comenzó a desarrollar una carrera en cine, televisión y comerciales en Los Ángeles. Sus primeras apariciones comerciales incluyeron la campaña nacional Dare to Compare de Walmart, un anuncio de colaboración Honda / BuzzFeed en Snapchat y un comercial internacional para el teléfono inteligente V3 de Vivo. Poco después, actuó en el vídeo musical de Showtek: "90s by Nature" y en un papel secundario en el vídeo musical oficial de Calum Scott para su lanzamiento "Dancing on My Own".
El debut televisivo de Simons fue en una aparición en la película Babysitter's Black Book de Lifetime con una sola línea como el chico del camión de comida. Poco después obtuvo un papel secundario en otro largometraje de Lifetime, Online Abduction (también conocido como Cyber Case) junto a Brooke Butler, dirigida por Steven R. Monroe. Hizo apariciones en programas como Murder Book (2015), Unusual Suspects (2015) y Descendants: School of Secrets de Disney interpretando al Príncipe Ben, estrenada en línea y en Disney Channel en apoyo de la película Descendants.
Después de menos de dos años en Hollywood, comenzó a conseguir papeles secundarios acreditados en películas independientes e importantes. En 2016, consiguió el papel secundario de Handsome Boy en la película de terror Holidays, dirigida por Kevin Kolsch. También interpretó el papel principal de voz de Daichi en el doblaje en inglés del largometraje por el 50 aniversario de Ultraman, Ultraman X The Movie.
También se puede ver a Britain en sus anuncios comerciales cómicos para la aplicación War Dragons, su papel de Peter Parker / Spider-Man, en la nueva serie web no oficial Superheroes in Therapy, junto con sus anuncios comerciales para State Farm donde interpreta al Badge Badger. En 2020, interpretó el papel del "Asistente" de Jerome Townsend en la serie de Showtime, Penny Dreadful: City of Angels.

## Filmografía
| Año  | Título               | Empresa        | Notas                       |
| ---- | -------------------- | -------------- | --------------------------- |
| 2014 | Pappa Rollos Pizza   | Time Warner    | Comercial regional          |
| 2015 | Vivo V3 (smartphone) | Vivo           | Comercial asiático          |
| 2015 | Snapchat Honda       | BuzzFeed/Honda | Comercial de redes sociales |
| 2017 | Toyota Concept-愛i   | Toyota Japan   | Comercial japonés           |
| 2017 | War Dragons          | Glass & Marker | Comercial nacional          |
| 2017 | Moto Z3              | Motorola       | Comercial nacional          |
| 2018 | "Badge Badger"       | State Farm     | Comercial nacional          |
| 2018 | "Valley Hi Toyota"   | Toyota         | Comercial regional navideño |
| 2019 | "Energy on the Go"   | 5-Hour Energy  | Comercial nacional          |

### Películas
| Año  | Título                  | Papel                      | Notas                        |
| ---- | ----------------------- | -------------------------- | ---------------------------- |
| 2014 | Babysitter's Black Book | Chico del camión de comida | Lifetime                     |
| 2015 | Online Abduction        | Ben                        | Lifetime                     |
| 2016 | Holidays                | Chico guapo                | XYZ Films                    |
| 2017 | Ultraman X The Movie    | Daichi Ozora (voz)         | Tsuburaya Productions        |
| 2017 | Hickok                  | The Kid                    | Status Media & Entertainment |

### Televisión
| Año  | Título                         | Papel                     | Notas                         |
| ---- | ------------------------------ | ------------------------- | ----------------------------- |
| 2015 | Descendants: School of Secrets | Principe Ben              | Serie precuela de Descendants |
| 2015 | Murder Book                    | Tipster                   | Episodio: "Still Waters"      |
| 2015 | Unusual Suspects               | Eric Weaver               | Episodio: "New Years Evil"    |
| 2017 | Rejects: Origins               | Markos                    | Episodio: "Pilot"             |
| 2018 | Superheroes in Therapy         | Peter Parker / Spider-Man | Temporada 1                   |
| 2020 | Penny Dreadful: City of Angels | Asistente                 | Episodio: "Sing, Sing, Sing"  |

### Videos musicales
| Año  | Título            | Papel            | Notas                |
| ---- | ----------------- | ---------------- | -------------------- |
| 2015 | 90s By Nature     | Contestant Judge | Artista: Showtek     |
| 2016 | Dancing on My Own | Awakened Lover   | Artista: Calum Scott |
| 2018 | Alfie's Song      | Dr. Clayton Hunt | Artista: Bleachers   |